# Osvaldas Bareikis
Osvaldas Bareikis (19 de diciembre de 1993) es un deportista lituano que compite en judo adaptado. Ganó dos medallas en los Juegos Paralímpicos de Verano, bronce en Tokio 2020 y bronce en París 2024.

## Palmarés internacional
| Juegos Paralímpicos | Juegos Paralímpicos | Juegos Paralímpicos | Juegos Paralímpicos |
| Año                 | Lugar               | Medalla             | Categoría           |
| ------------------- | ------------------- | ------------------- | ------------------- |
| 2020                | Tokio (Japón)       | Medalla de bronce   | –73 kg              |
| 2024                | París (Francia)     | Medalla de bronce   | –73 J2 kg           |